# Metamorfizm regionalny
Metamorfizm regionalny – rodzaj metamorfizmu obejmujący najwięcej rodzajów skał wyjściowych oraz zachodzący na największych obszarach, nawet do wielu tysięcy km². Zachodzi w warunkach podwyższonej temperatury i ciśnienia, zarówno hydrostatycznego, jak i ciśnienia kierunkowego (stressu) działającego w płytkich strefach litosfery. Metamorfizm regionalny zachodzi w wyniku pogrążania się rozległych kompleksów skalnych w głąb litosfery, np. podczas kompakcji i osiadania osadów na dnach zbiorników sedymentacyjnych (czas spokoju tektonicznego poprzedzający fałdowanie), oraz jak i w czasie fałdowań w strefach orogenicznych. Wraz z głębokością rośnie temperatura i ciśnienie. Zatem przeobrażenia zachodzą w bardzo rozległym zakresie PT (temperatury od 200 do 1000 °C i ciśnienia od 0,1 do 1,5 GPa). Warunki te odpowiadają określonym facjom metamorficznym jak np. facji zeolitowej, glaukofanowej, zieleńcowej, amfibolitowej i granulitowej. Poniżej strefy objętej m.r. zachodzą procesy klasyfikowane jako ultrametamorfizm, natomiast występujące i powstałe tam skały nazywają się migmatytami.

## Rodzaje metamorfizmu regionalnego
- Metamorfizm dynamotermiczny - jest rodzajem m.r. zachodzącym na różnych głębokościach w czasie ruchów tektonicznych. Zmiany zachodzą pod wpływem podwyższonych ciśnień i temperatur wzrastających wraz z głębokością. Warunki odpowiadają facjom: zieleńcowej, amfibolitowej i granulitowej.
- Metamorfizm pogrzebany (ukryty, zakryty) - zachodzi na dużych głębokościach podczas ruchów obniżających dna zbiorników sedymentacyjnych bez udziału ruchów tektonicznych. Przeobrażenia są spowodowane działaniem dość wysokich ciśnień litostatycznych oraz wysokich temperatur w przedziale ok. 200-400 °C. Warunki odpowiadaja facji zeolitowej i glaukofanowej.

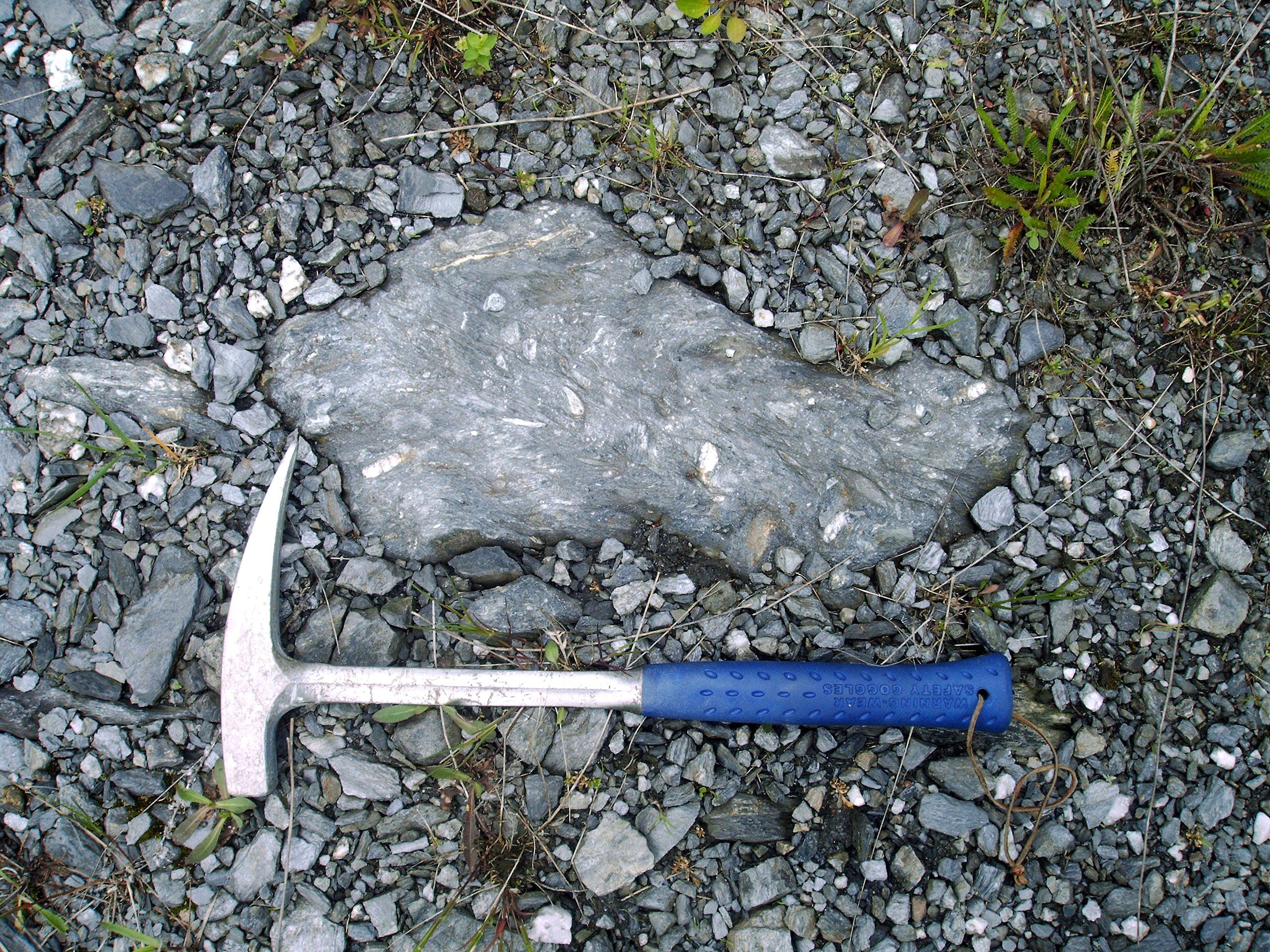
Metazlepieniec powstały w warunkach metamorfizmu regionalnego niskiego stopnia (epizona)
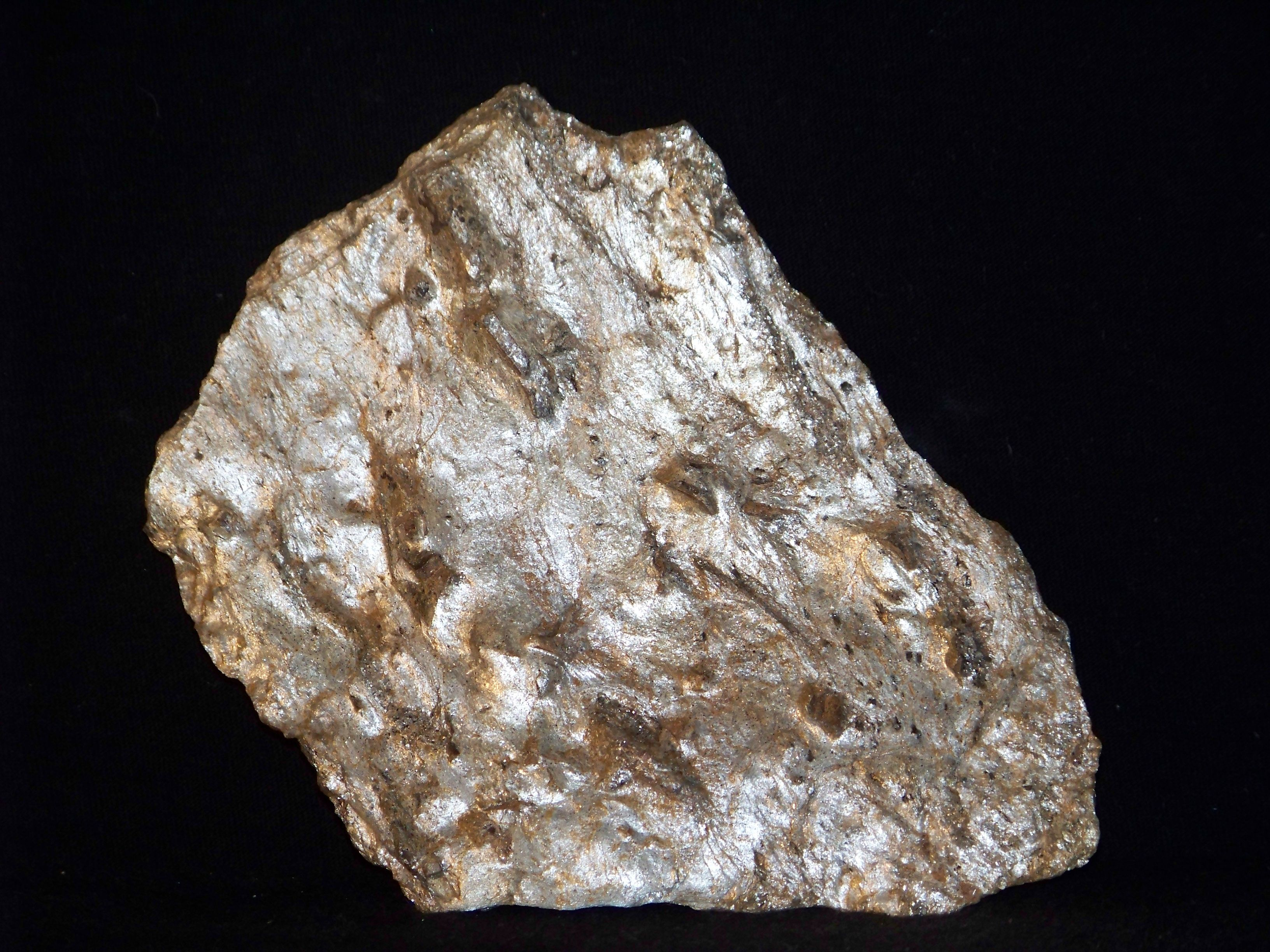
Łupek serycytowy powstały w warunkach metamorfizmu regionalnego niskiego stopnia (epizona)
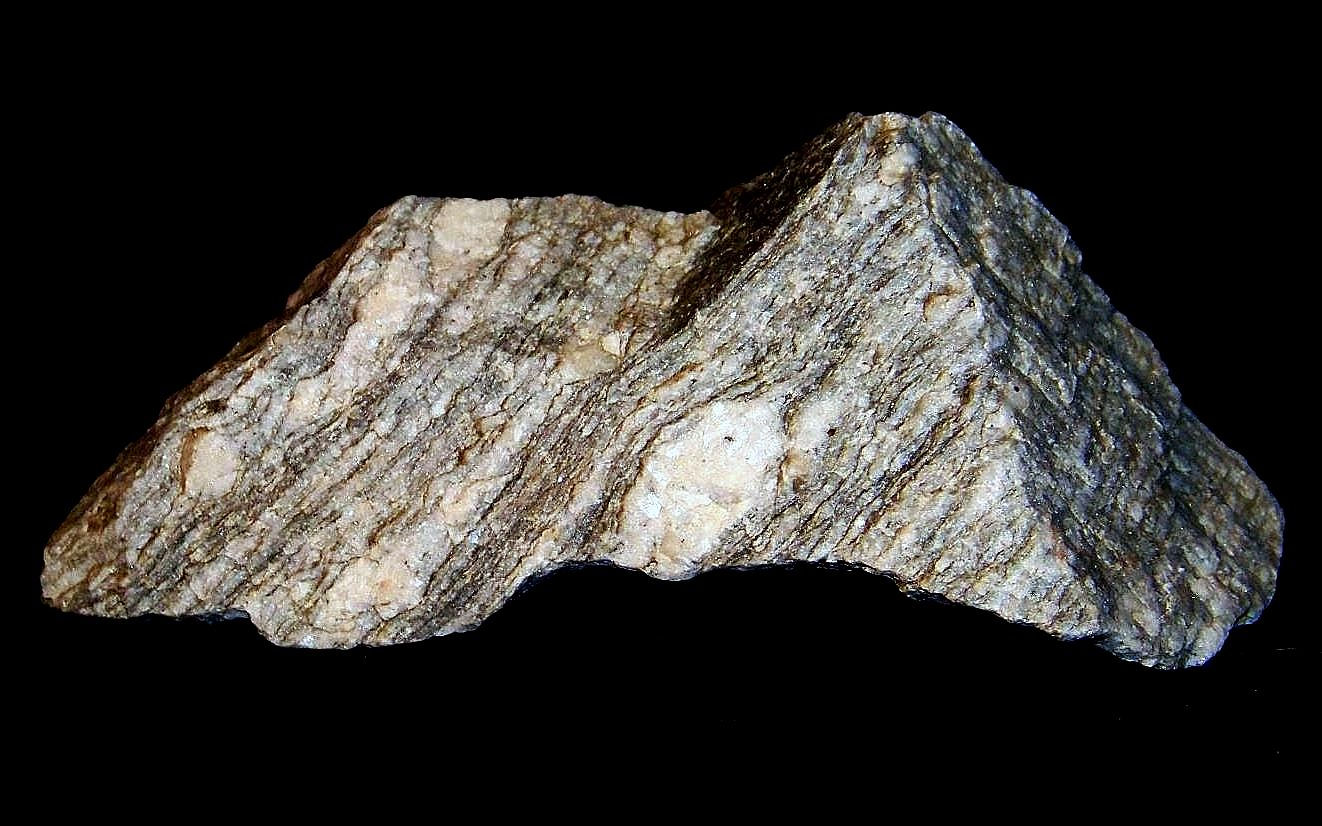
Gnejs oczkowy powstały w warunkach metamorfizmu regionalnego średniego stopnia (mezozona)
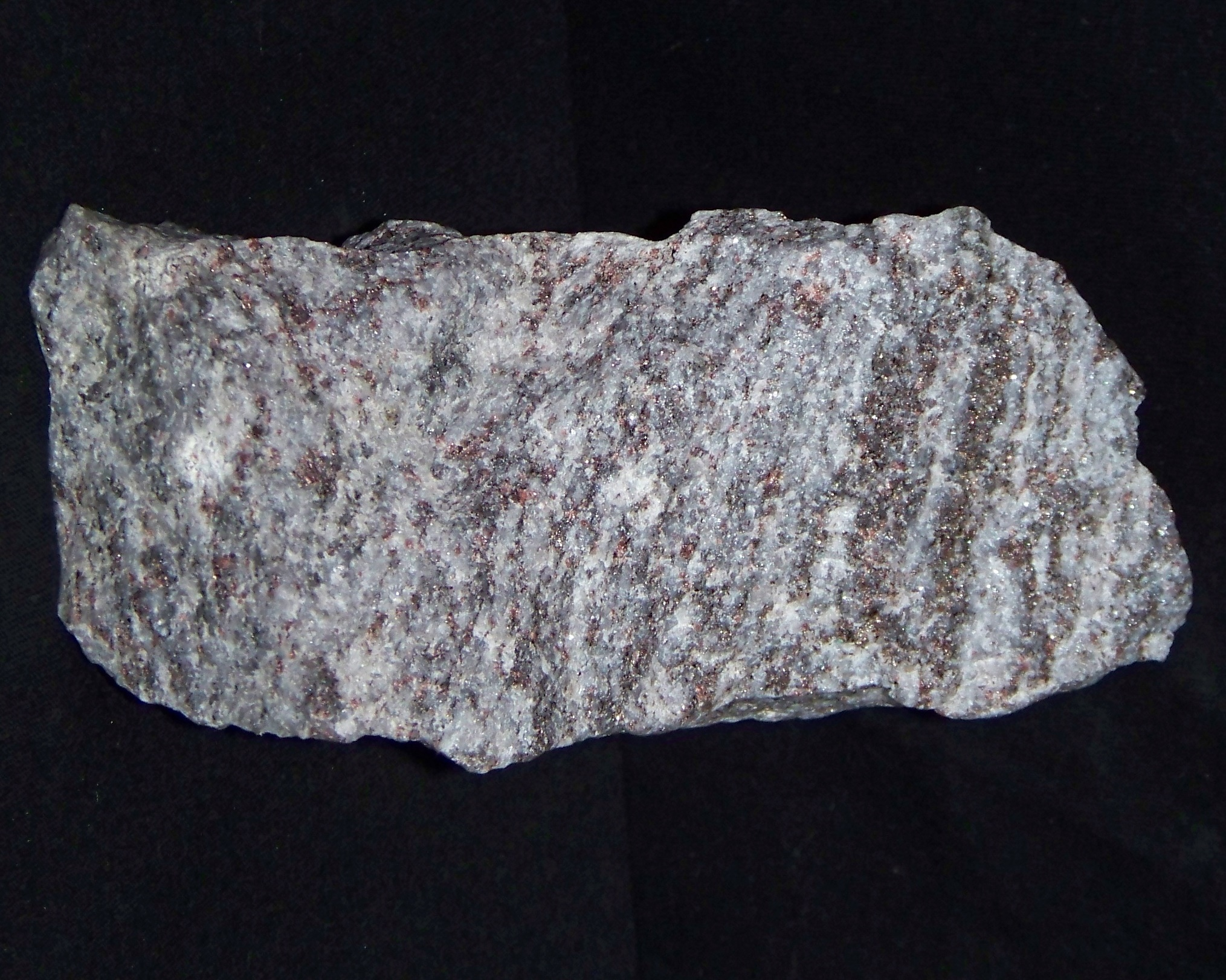
Granulit powstały w warunkach metamorfizmu regionalnego wysokiego stopnia (katazona)